# Haworthia viscosa
Espèce
Classification APG III (2009)
Haworthia viscosa est une espèce de plante de la famille des Liliaceae selon la classification classique, de celle des Asphodelaceae selon la classification phylogénétique ou encore de celle des Xanthorrhoeaceae selon la classification APG III (2009). cette espèce est endémique à l'Afrique du Sud.

## Synonymes
- Aloe pseudotortuosa Salm-Dyck
- Aloe viscosa L. (basionyme)
- Haworthia concinna Haw. (= Haworthia viscosa var. concinna)
- Haworthia indurata Haw. (= Haworthia viscosa var. indurata)
- Haworthia torquata Haw.

## Répartition
Afrique du sud: Cap-Oriental, Cap-Occidental.